# Canton de la Beauce
Le canton de la Beauce est une circonscription électorale française du département de Loir-et-Cher.

## Histoire
Un nouveau découpage territorial de Loir-et-Cher entre en vigueur à l'occasion des élections départementales de 2015. Il est défini par le décret du 21 février 2014, en application des lois du 17 mai 2013 (loi organique 2013-402 et loi 2013-403). Les conseillers départementaux sont, à compter de ces élections, élus au scrutin majoritaire binominal mixte. Les électeurs de chaque canton élisent au Conseil départemental, nouvelle appellation du Conseil général, deux membres de sexe différent, qui se présentent en binôme de candidats. Les conseillers départementaux sont élus pour 6 ans au scrutin binominal majoritaire à deux tours, l'accès au second tour nécessitant 12,5 % des inscrits au 1er tour. En outre la totalité des conseillers départementaux est renouvelée. Ce nouveau mode de scrutin nécessite un redécoupage des cantons dont le nombre est divisé par deux avec arrondi à l'unité impaire supérieure si ce nombre n'est pas entier impair, assorti de conditions de seuils minimaux. Dans le Loir-et-Cher, le nombre de cantons passe ainsi de 30 à 15.
Le canton de la Beauce est formé de communes des anciens cantons de Marchenoir (18 communes), de Mer (10 communes), de Selommes (4 communes), d'Ouzouer-le-Marché (10 communes) et de Bracieux (1 commune). Avec ce redécoupage administratif, le territoire du canton s'affranchit des limites d'arrondissements, avec 39 communes incluses dans l'arrondissement de Blois et 4 dans l'arrondissement de Vendôme. Le bureau centralisateur est situé à Ouzouer-le-Marché.

## Représentation
| Période élective | Période élective | Mandat | Mandat   | Identité          | Nuance | Nuance | Qualité |
| ---------------- | ---------------- | ------ | -------- | ----------------- | ------ | ------ | --- |
| 2015             | 2021             | 2015   | 2021     | Claude Denis      |        | LR     | Ancien conseiller général du Canton de Mer, ancien maire de Mer Président de la Communauté de Communes Vice-Président du Conseil départemental, chargé du logement et des bâtiments départementaux |
| 2015             | 2021             | 2015   | 2021     | Maryse Persillard |        | UDI    | Première adjointe au maire d'Ouzouer-le-Marché puis conseillère municipale de Beauce-la-Romaine |
| 2021             | 2028             | 2021   | en cours | Pascal Huguet     |        | DVD    | Agriculteur, maire de Concriers, Président de la Communauté de communes Beauce Val de Loire, 6ème Vice-Président du conseil départemental                                                          |
| 2021             | 2028             | 2021   | en cours | Maryse Persillard |        | UDI    | Conseillère sortante |

### Résultats détaillés

#### Élections de mars 2015
Lors des élections départementales de 2015, le binôme composé de Claude Denis et Maryse Persillard (Union de la Droite) est élu au premier tour avec 51,47% des suffrages exprimés, devant le binôme composé de Olivier Besnard et Sophie Boulaigre (FN) (31,80%). Le taux de participation est de 53,93 % (9 637 votants sur 17 869 inscrits) contre 53,42 % au niveau départemental et 50,17 % au niveau national.

#### Élections de juin 2021
Le premier tour des élections départementales de 2021 est marqué par un très faible taux de participation (33,26 % au niveau national). Dans le canton de la Beauce, ce taux de participation est de 37,42 % (6 604 votants sur 17 650 inscrits) contre 35,86 % au niveau départemental. À l'issue de ce premier tour, deux binômes sont en ballottage : Pascal Huguet et Maryse Persillard (DVD, 55,37 %) et Olivier Besnard et Christine Varneville (RN, 25,58 %).
Le second tour des élections est marqué une nouvelle fois par une abstention massive équivalente au premier tour. Les taux de participation sont de 34,36 % au niveau national, 35,81 % dans le département et 36,14 % dans le canton de la Beauce. Pascal Huguet et Maryse Persillard (DVD) sont élus avec 71,85 % des suffrages exprimés (4 162 voix pour 6 380 votants et 17 654 inscrits),,.

## Composition
Lors de sa création, le canton de la Beauce comprend quarante-trois communes.
Au 1er janvier 2016, il comprenait 37 communes à la suite de la fusion de La Colombe, Membrolles, Ouzouer-le-Marché, Prénouvellon, Semerville, Tripleville et Verdes pour former la commune nouvelle de Beauce la Romaine.
Au 1er janvier 2017, il comprend 34 communes à l'issue du regroupement de Oucques, Baigneaux, Beauvilliers et Sainte-Gemmes sous le nom de Oucques La Nouvelle.
| Nom                                       | Code Insee | Intercommunalité              | Superficie (km2) | Population (dernière pop. légale) | Densité (hab./km2) | Modifier                                    |
| ----------------------------------------- | ---------- | ----------------------------- | ---------------- | --------------------------------- | ------------------ | ------------------------------------------- |
| Beauce la Romaine (bureau centralisateur) | 41173      | CC des Terres du Val de Loire | 136,51           | 3 350 (2022)                      | 25                 | modifier les données · modifier les données |
| Autainville                               | 41006      | CC Beauce Val de Loire        | 25,01            | 429 (2022)                        | 17                 | modifier les données · modifier les données |
| Avaray                                    | 41008      | CC Beauce Val de Loire        | 13,88            | 680 (2022)                        | 49                 | modifier les données · modifier les données |
| Binas                                     | 41017      | CC des Terres du Val de Loire | 26,38            | 658 (2022)                        | 25                 | modifier les données · modifier les données |
| Boisseau                                  | 41019      | CC Beauce Val de Loire        | 8,06             | 104 (2022)                        | 13                 | modifier les données · modifier les données |
| Briou                                     | 41027      | CC Beauce Val de Loire        | 10,17            | 143 (2022)                        | 14                 | modifier les données · modifier les données |
| La Chapelle-Saint-Martin-en-Plaine        | 41039      | CC Beauce Val de Loire        | 22,83            | 693 (2022)                        | 30                 | modifier les données · modifier les données |
| Conan                                     | 41057      | CC Beauce Val de Loire        | 15,30            | 161 (2022)                        | 11                 | modifier les données · modifier les données |
| Concriers                                 | 41058      | CC Beauce Val de Loire        | 4,84             | 188 (2022)                        | 39                 | modifier les données · modifier les données |
| Cour-sur-Loire                            | 41069      | CC Beauce Val de Loire        | 5,40             | 252 (2022)                        | 47                 | modifier les données · modifier les données |
| Courbouzon                                | 41066      | CC Beauce Val de Loire        | 6,41             | 424 (2022)                        | 66                 | modifier les données · modifier les données |
| Épiais                                    | 41077      | CC Beauce Val de Loire        | 8,70             | 119 (2022)                        | 14                 | modifier les données · modifier les données |
| Josnes                                    | 41105      | CC Beauce Val de Loire        | 20,63            | 862 (2022)                        | 42                 | modifier les données · modifier les données |
| Lestiou                                   | 41114      | CC Beauce Val de Loire        | 8,29             | 288 (2022)                        | 35                 | modifier les données · modifier les données |
| Lorges                                    | 41119      | CC Beauce Val de Loire        | 13,52            | 353 (2022)                        | 26                 | modifier les données · modifier les données |
| La Madeleine-Villefrouin                  | 41121      | CC Beauce Val de Loire        | 9,68             | 32 (2022)                         | 3,3                | modifier les données · modifier les données |
| Marchenoir                                | 41123      | CC Beauce Val de Loire        | 9,42             | 679 (2022)                        | 72                 | modifier les données · modifier les données |
| Maves                                     | 41130      | CC Beauce Val de Loire        | 33,33            | 680 (2022)                        | 20                 | modifier les données · modifier les données |
| Mer                                       | 41136      | CC Beauce Val de Loire        | 26,47            | 6 294 (2022)                      | 238                | modifier les données · modifier les données |
| Muides-sur-Loire                          | 41155      | CC Beauce Val de Loire        | 9,15             | 1 250 (2022)                      | 137                | modifier les données · modifier les données |
| Mulsans                                   | 41156      | CC Beauce Val de Loire        | 16,00            | 514 (2022)                        | 32                 | modifier les données · modifier les données |
| Oucques La Nouvelle                       | 41171      | CC Beauce Val de Loire        | 49,37            | 1 647 (2022)                      | 33                 | modifier les données · modifier les données |
| Le Plessis-l'Échelle                      | 41178      | CC Beauce Val de Loire        | 11,70            | 58 (2022)                         | 5,0                | modifier les données · modifier les données |
| Rhodon                                    | 41188      | CC Beauce Val de Loire        | 7,12             | 116 (2022)                        | 16                 | modifier les données · modifier les données |
| Roches                                    | 41191      | CC Beauce Val de Loire        | 8,79             | 64 (2022)                         | 7,3                | modifier les données · modifier les données |
| Saint-Laurent-des-Bois                    | 41219      | CC des Terres du Val de Loire | 18,32            | 329 (2022)                        | 18                 | modifier les données · modifier les données |
| Saint-Léonard-en-Beauce                   | 41221      | CC Beauce Val de Loire        | 40,66            | 638 (2022)                        | 16                 | modifier les données · modifier les données |
| Séris                                     | 41245      | CC Beauce Val de Loire        | 17,52            | 396 (2022)                        | 23                 | modifier les données · modifier les données |
| Suèvres                                   | 41252      | CC Beauce Val de Loire        | 36,65            | 1 583 (2022)                      | 43                 | modifier les données · modifier les données |
| Talcy                                     | 41253      | CC Beauce Val de Loire        | 15,21            | 277 (2022)                        | 18                 | modifier les données · modifier les données |
| Vievy-le-Rayé                             | 41273      | CC Beauce Val de Loire        | 45,12            | 466 (2022)                        | 10                 | modifier les données · modifier les données |
| Villeneuve-Frouville                      | 41284      | CC Beauce Val de Loire        | 4,36             | 65 (2022)                         | 15                 | modifier les données · modifier les données |
| Villermain                                | 41289      | CC des Terres du Val de Loire | 28,75            | 388 (2022)                        | 13                 | modifier les données · modifier les données |
| Villexanton                               | 41292      | CC Beauce Val de Loire        | 11,53            | 203 (2022)                        | 18                 | modifier les données · modifier les données |
| Canton de la Beauce                       | 4101       |                               | 725,08           | 24 383 (2022)                     | 34                 | modifier les données                        |

## Démographie
En 2022, le canton comptait 24 383 habitants, en évolution de −1,69 % par rapport à 2016 (Loir-et-Cher : −1,15 %, France hors Mayotte : +2,11 %).
| 2013   | 2018   | 2022   |
| ------ | ------ | ------ |
| 24 766 | 24 611 | 24 383 |